# Friedrich Kurschat

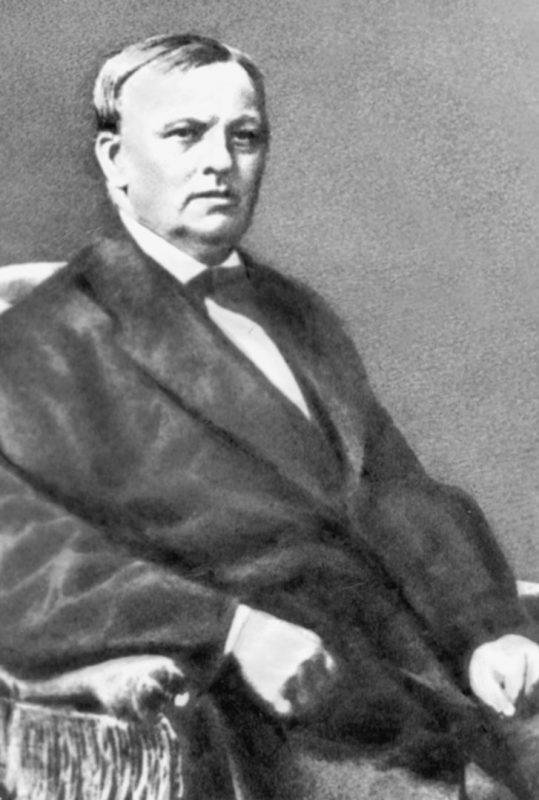
Friedrich Kurschat

Friedrich Kurschat (* 24. April 1806 in Noragehlen, Landkreis Elchniederung, Preußisch Litauen; † 23. August 1884 in Cranz) war ein preußisch-litauischer Theologe, Sprachwissenschaftler und Publizist. Von 1841 bis 1883 leitete er das Litauische Seminar an der Albertus-Universität Königsberg.

## Leben
In Noragehlen besuchte er die von seinem Vater geleitete Grundschule. Von 1823 bis 1833 war er Volksschullehrer in Joneikischken, Gaszen und Kalthof. Nach dem Besuch des Königlichen Gymnasiums Elbing studierte er 1836–1840 an der Königsberger Albertus-Universität. In Nachfolge von Ludwig Rhesa wurde er Leiter des Litauischen Seminars. 1844 wurde er litauischer Militärprediger. Die Albertina ernannte ihn 1871 zum Professor. Für seine Leistungen in der Lithuanistik wurde ihm 1875 die Ehrendoktorwürde als Dr. phil. h. c. verliehen.

## Bedeutung
Kurschat war der geistliche Vater der evangelischen Litauer Ostpreußens und bildete ihre Prediger aus. Ab Juli 1849 gab er die Zeitung Keleiwis (Der Wanderer) für die in Preußen lebenden Litauer heraus. Sie war preußisch-patriotisch und königtreu ausgerichtet.
Kurschat verbesserte die 1853 erschienene litauische Bibel und erwarb sich große Verdienste bei der wissenschaftlichen Beschreibung der litauischen Sprache, zu deren Standardisierung er wesentlich beitrug.
Bedeutsam ist auch die Tatsache, dass Kurschat den Schweizer Linguisten (und späteren Begründer der Semiotik) Ferdinand de Saussure auf seiner zweiwöchigen Reise im August 1880 nach Litauen (insbesondere nach Memel) begleitete. Saussure, der in Leipzig ein Semester lang einige Grundzüge der litauischen Grammatik studiert hatte, die Sprache aber nicht sprechen konnte, war dabei auf Kurschat angewiesen. So wurde beispielsweise Saussures Publikation über die litauische Phonetik von Kurschat und seinen Studien angeregt.

## Werke

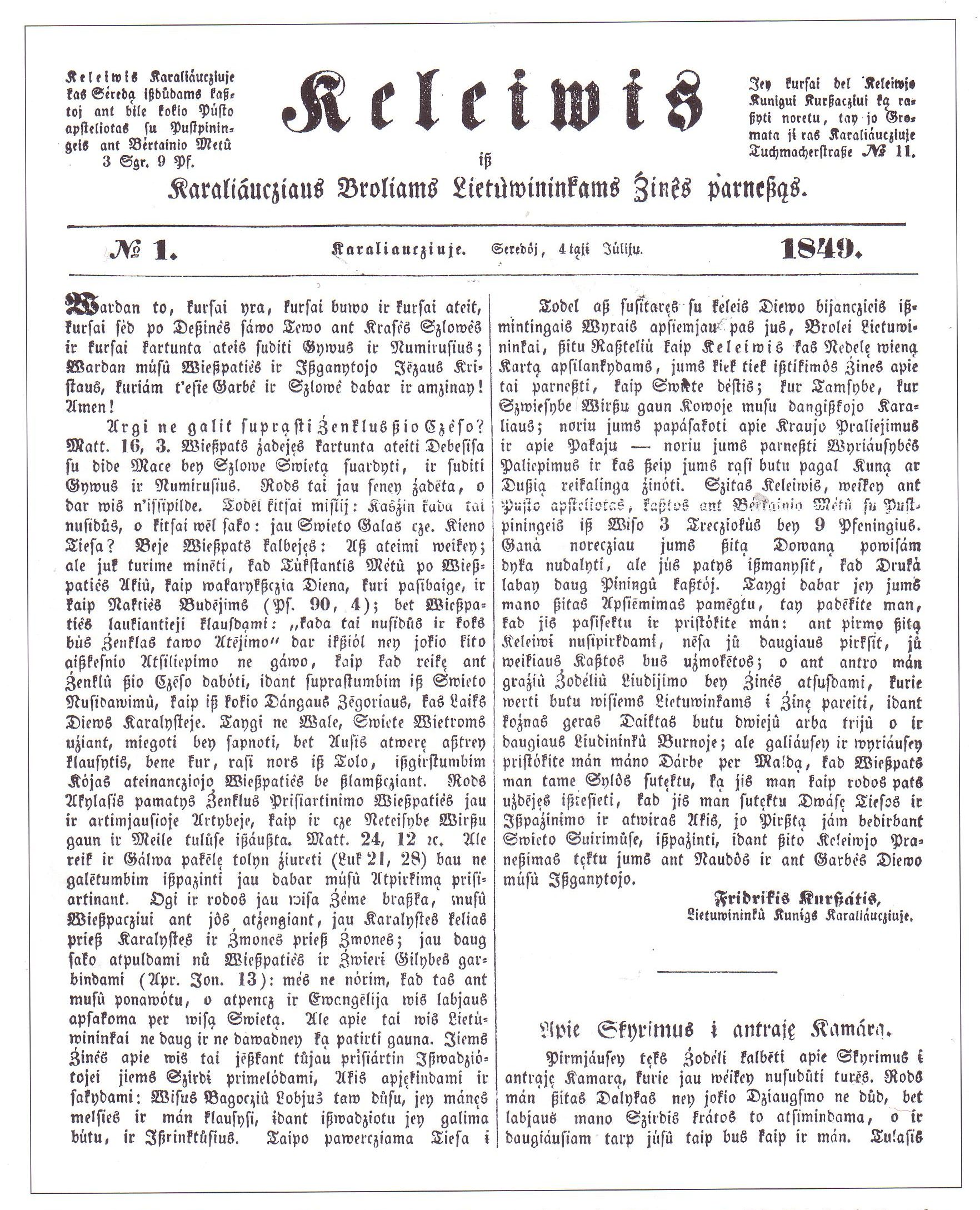
Der Wanderer, Kurschats Zeitung für die Litauer in Preußen

- Beiträge zur Kunde der littauischen Sprache. Erstes Heft: Deutsch-littauische Phraseologie der Präpositionen. Königsberg 1843, Zweites Heft: Laut- und Tonlehre der littauischen Sprache. Königsberg 1849 (Google Books).
- Keleiwis. Königsberg 1849–1880. Verantwortlicher Redakteur Friedrich Kurschat, Verlag und Druck Emil Rautenberg (online).
- Wörterbuch der Littauischen Sprache. Erster Theil: Deutsch-Littauisches Wörterbuch. Halle 1870 (ca. 1000 Seiten, erschließt das Preußisch-Litauische vom Deutschen her, deskriptiv und am tatsächlichen Sprachgebrauch ausgerichtet, viele Erläuterungen) (online).
- Grammatik der Littauischen Sprache. Halle 1876 (Digitalisat).
- Wörterbuch der Littauischen Sprache. Zweiter Theil: Deutsch-Littauisches-Deutsches Wörterbuch. Halle 1883 (online).